# Eremocrinum albomarginatum
Genre
Espèce
Eremocrinum albomarginatum est une espèce végétale de la famille des liliacées. C'est la seule espèce du genre Eremocrinum.